# Нифонтов (хутор)
Ни́фонтов — хутор в Морозовском районе Ростовской области.
Входит в состав Знаменского сельского поселения.

## История
В составе Области Войска Донского хутор входил в станицу Чертковскую. На хуторе существовала деревянная Николаевская церковь, построенная в 1897 году, ныне не существующая.

## Население
| 2010 |
| ---- |
| 0    |

## Улицы
| - ул. Вишнёвая, - ул. Набережная, | - ул. Садовая, - ул. Центральная. |